# Vse sem dal ti
»Vse sem dal ti« je skladba in debitantski in edini singel ljubljanske zasedbe Oko iz 1975. Avtor glasbe in besedila je Pavel Kavec.

## Snemanje
Producent je bil Dečo Žgur, snemanje pa je potekalo v studiu Akademik. Njihov edini single je bil izdan pri založbi RTV Ljubljana
Leta 1976 je na albumu Raskorak izšla še srbohrvaška verzija te skladbe, »Sve sam ti dao«, leta 1998 pa sta obe skladbi izšli med dodatnimi skladbami na ponovni izdaji albuma Raskorak.

### Produkcija
- Pavel Kavec – glasba, besedilo
- Dečo Žgur – producent
- Miro Bevc – tonski snemalec

## Studijska izvedba
- Pavel Kavec – kitara, vokal
- Franjo Martinec – bas kitara
- Tone Dimnik – bobni

## Mala plošča
7" vinilka
- »Vse sem dal ti« (A-stran) – 4:25
- »Spet nazaj« (B-stran) – 3:18